# Bob Pulford
Robert Jesse „Bob“ Pulford (* 31. März 1936 in Newton Robinson, Ontario) ist ein ehemaliger kanadischer Eishockeyspieler und -trainer, der von 1956 bis 1972 für die Toronto Maple Leafs und Los Angeles Kings in der National Hockey League spielte.

## Karriere
Pulford spielte während seiner Juniorenzeit gemeinsam mit Billy Harris, Bob Baun, Bob Nevin und Carl Brewer für die Toronto Marlboros in der Ontario Hockey Association. Das stark besetzte Team gewann 1955 und 1956 jeweils den Memorial Cup.
Als 20-Jähriger schaffte er in der Saison 1956/57 auf Anhieb sich in den Kader der Toronto Maple Leafs zu spielen. Die Leafs zählten in diesen Jahren zu den weniger erfolgreichen Teams, doch eine Reihe junge Spieler brachten sie an die Spitze der NHL. So konnte das Team in der Saison 1961/62 nach über zehn Jahren endlich den Stanley Cup wieder nach Toronto holen. In den beiden folgenden Jahren wurde der Titel verteidigt. Mit 30 Jahren zählte er in der Saison 1966/67, beim vierten Stanley-Cup-Erfolg auch schon zu den erfahrenen Spielern im Kader. Pulford zählte zu den besten Forecheckern der Liga. Detroits Gordie Howe bezeichnete ihn als einen der unangenehmsten Gegenspieler, da er als Angreifer sehr gut Verstand, was die gegnerische Offensive vorhatte, und in der Lage war, dies zu verhindern. 1967 zählte er auch zu den Gründungsmitgliedern der Spielergewerkschaft NHLPA.
Nach 14 Jahren in Toronto wechselte er zur Saison 1970/71 zu den Los Angeles Kings, die im Gegenzug unter anderem Garry Monahan nach Toronto schickten. Zwei Jahre stand er im Kader der Kings, bevor er seine aktive Karriere beendete.
In sieben Jahren hatte er während seiner aktiven Zeit im Abendstudium seinen Hochschulabschluss absolviert. Trotzdem blieb er dem Sport treu. Die Los Angeles Kings verpflichteten ihn sofort, nachdem er seinen Rücktritt erklärt hatte, als Trainer. In seiner dritten Spielzeit hinter der Bande wurde er als zweiter Trainer mit dem Jack Adams Award als bester Trainer der NHL ausgezeichnet. In der Saison 1977/78 übernahm er das Traineramt und gleichzeitig die Position des General Managers bei den Chicago Black Hawks. Nach zwei Jahren hinter der Bande, verpflichtete er einen neuen Trainer und konzentrierte sich voll auf die Position des General Managers. In seinen 13 Jahren in dieser Position kehrte er zweimal hinter die Bande zurück. Inzwischen Vizepräsident übergab er 1990 auch die Position des General Manager an den bisherigen Trainer Mike Keenan. Nach drei Jahren übernahm er wieder die Manager-Position. Bis 2005 übergab er diese Position zwei weitere Male, doch immer wieder kehrte er zurück. In der Saison 1999/2000 kehrte er auch hinter die Bande zurück und übernahm das Team von Lorne Molleken, der zum Assistenten zurückgestuft wurde. Seit 2005, kurz vor seinem 70. Geburtstag, beschränkt er sich wieder auf seine Rolle als Vizepräsident. Seinen Posten als General Manager der Blackhawks übernahm Dale Tallon, der bereits seit 2003 Pulfords Assistenz war. 
Bereits 1991 ehrte ihn die NHL mit der Aufnahme in die Hockey Hall of Fame.

## Sportliche Erfolge
- Memorial Cup: 1955 und 1956
- Stanley Cup: 1962, 1963, 1964 und 1967
- Calder Cup: 1982 (als General Manager)

### Persönliche Auszeichnungen
- Jack Adams Award: 1975
- Teilnahme am NHL All-Star Game: 1958, 1960, 1962, 1963, 1964 und 1968
- Lester Patrick Trophy: 2011